# Octobre 1944
Les événements concernant la Seconde Guerre mondiale sont détaillés dans l'article Octobre 1944 (Seconde Guerre mondiale).

## Évènements
- Plan de Dumbarton Oaks chargé d’étudier la création d’une Organisation des Nations unies
- Les premiers essais de V3 sont réalisés près de Nuremberg. Cette arme aurait un rayon de destruction deux fois supérieur à celui des V1 et des V2.

- 1er octobre : bataille d'Aix-la-Chapelle : le 21 la Wehrmacht y capitule et la ville devient la première grande ville allemande prise par les alliés à l'ouest.

- 2 octobre : le soulèvement de Varsovie est définitivement écrasé par les Allemands, qui détruisent systématiquement la ville après avoir déporté la population.

- 2 octobre au 8 novembre : bataille de l’Escaut.

- 4 octobre : Pablo Picasso annonce qu’il adhère au parti communiste.

- 5 octobre : 
  - Une ordonnance du Gouvernement provisoire de la République française confirme le droit de vote aux femmes, accordé par le Comité français de la Libération nationale, le 21 avril 1944.
  - Premiers Africains au Conseil législatif au Kenya[1]. Formation de la Kenya African National Union.

- 6 octobre : inauguration à Paris du Salon d'automne, baptisé Salon de la Libération (Pablo Picasso, Paul Klee, Joan Miró, Max Ernst, Nicolas de Staël).

- 7 octobre : 
  - Protocole d'Alexandrie. Création d’une ligue des États arabes, formée de tous les États arabes indépendants souhaitant y adhérer. Un conseil de la Ligue représentera sur pied d’égalité les États membres. Les décisions du conseil seront exécutoires et obligatoires. Le retour à la force est proscrit entre les pays de la LEA et le conseil assurera la médiation dans tout différend. La souveraineté et l’indépendance du Liban sont rappelées. Le comité rappelle son soutien à la cause de l’indépendance des arabes de Palestine, demande le maintien de l’arrêt de l’immigration juive et la sauvegarde des terres arabes.
  - Les Soviétiques envahissent la Hongrie, alors qu’Horthy vient d’envoyer une délégation d’armistice à Moscou.
  - Soulèvement des déportés d’Auschwitz: le soulèvement est réprimé, les déportés insurgés sont massacrés.

- 9 - 18 octobre : à Moscou, Churchill et Staline partagent les Balkans en zones d’influence britannique et soviétique.

- 10 octobre
  - Égypte : le roi Farouk Ier renvoie le gouvernement wafdiste de Nahhas Pacha et appelle au pouvoir des membres des partis minoritaires libéraux, dirigés par Ahmad Maher.
  - L'Armée rouge atteint la mer Baltique dans la région de Memel.

- 13 octobre : Athènes et le Pirée sont libérés par les Britanniques.

- 14 octobre : le maréchal Rommel, soupçonné de complicité dans l’attentat de Rastenburg, est contraint de se suicider.

- 15 octobre : 
  - Le contre-amiral japonais Arima s’écrase sur un porte-avions américain : c’est le premier « kamikaze ».
  - Horthy annonce à la radio qu’il a demandé l’armistice et donne l’ordre de cesser le combat. Les Allemands prennent aussitôt position sur les points stratégiques. Un commando enlève le fils de Horthy. Ce dernier cède.

- 16 octobre : le régent de Hongrie Miklós Horthy signe la nomination comme Premier ministre du chef des nazis hongrois, les « Croix fléchées », Ferenc Szálasi. Celui-ci proclame un nouveau gouvernement et lance les Hongrois dans la poursuite de la lutte aux côtés de la Wehrmacht en déroute. Le génocide des Juifs reprend, à la fois à Budapest et dans le reste du pays. Les Croix fléchées se livrent également à des exécutions massives d'opposants au nouveau régime : ils capturent les chefs de la résistance militaire et les font exécuter, avec de nombreux autres résistants civils, patriotes, communistes et autres et reprennent la déportation des Juifs (décembre).

- 18 octobre  :
  - Grèce : le gouvernement de Georges Papandreou arrive en Grèce. Rupture entre les communistes grecs et le gouvernement de Georges Papandreou.
  - Albanie : Enver Hoxha et les partisans communistes chassent les Allemands de Tirana.

- 19 octobre : 
  - Une école formant des « kamikazes » s’ouvre à Formose pour des volontaires âgés de seize à vingt-trois ans.
  - Espagne : l’Invasion du Val d'Aran, tentative de reconquista de l’Espagne au Val d'Aran par des ex-Républicains espagnols réfugiés en France et engagés dans les FFI, échoue

- 20 octobre : 
  - Révolution au Guatemala (fin en 1954). Les militaires s’emparent du pouvoir et annoncent des élections législatives et présidentielle pour décembre. Un universitaire exilé, J.J. Arévalo, est élu avec 85 % ses suffrages exprimés, ouvrant une période de dix ans de démocratisation (début le 15 mars 1945). Les communistes soutiennent activement son gouvernement tandis que la droite complote (près de trente tentatives de coup d’État en cinq ans).
  - Débarquement américain au golfe de Leyte (Philippines). Malgré l’emploi de kamikaze contre les navires américains à partir du 25 octobre, les Japonais sont vaincus après une grande bataille navale (23 - 29 octobre). La marine japonaise ne constitue plus une menace.
  - Les Allemands sont chassés de Belgrade par la résistance yougoslave.
  - Exposition Jean Dubuffet à Paris.

- 21 - 30 octobre : bataille de Bruyères.

- 23 octobre : la Grande-Bretagne, les États-Unis et l’Union soviétique reconnaissent le Gouvernement provisoire de la République française.

- 23 - 29 octobre : la moitié de la marine japonaise est détruite au golfe de Leyte.

- 28 octobre :
  - Création de l’Association des évolués de Stanleyville, Congo belge[2].
  - France : dissolution des Milices patriotiques communistes ;
  - France : institution auprès des « cours spéciales de justice » des « chambres civiques » chargées de prononcer des peines d’indignité nationale.

- 31 octobre : création de la revue Ailes françaises ayant pour thème l'aviation.

## Naissances
- 1er octobre : 
  - Danièle Graule, dite Dani, chanteuse et comédienne française († 18 juillet 2022).
  - Jean-Pierre Castaldi, comédien français.
- 2 octobre : Vernor Vinge, écrivain américain († 20 mars 2024).
- 5 octobre : 
  - Michael Ande, acteur allemand.
  - Richard Rosser, syndicaliste britannique († 10 avril 2024).
- 8 octobre : Maurice Bodson, homme politique belge de langue française.
- 9 octobre : John Entwistle, bassiste britannique († 27 juin 2002).
- 10 octobre : Francisco Sagasti, homme d'État péruvien, président du Pérou depuis 2020.
- 15 octobre : 
  - David Trimble, homme politique britannique († 25 juillet 2022).
  - Ram Chandra Poudel, homme politique népalais.
- 20 octobre : William Albright, compositeur américain.
- 28 octobre : 
  - Michel Gérard Joseph Colucci, alias Coluche, comique († 19 juin 1986).
  - S. Robson Walton, entrepreneur américain.
- 29 octobre : Denny Laine, guitariste rock britannique († 5 décembre 2023).

## Décès
- 1er octobre : Abdelaziz Thâalbi, homme politique tunisien.
- 14 octobre : Erwin Rommel, militaire allemand.
- 26 octobre : Charles Machon, résistant britannique au nazisme.